# Seo Young của bố
Seo Young của bố  (Seoyoung, My Daughter) (tiếng Hàn: 내 딸 서영이; Romaja: Nae Ttal Seo-yeong-i) là một bộ phim truyền hình Hàn Quốc năm 2012, với diễn viên Lee Bo-young, Park Hae-jin, Chun Ho-jin, Lee Sang-yoon. Bộ phim gia đình tập trung vào sự đổ vỡ mối quan hệ giữa Seo-young và cha của cô.. Phim được phát sóng trên KBS2 từ 15 tháng chín, năm 2012 đến tháng 3 năm 2013 vào thứ bảy và chủ nhật hàng tuần vào lúc 19:55 với 50 tập phim.
Bộ phim được ghi nhận tỉ suất người xem cao nhất 47.6%, là kỉ lục ratings cao nhất của phim truyền hình Hàn Quốc năm 2013.

## Diễn viên
- Lee Bo-young vai Lee Seo-young[6][7]
  - Lee Hye-in vai Seo-young lúc nhỏ
- Chun Ho-jin vai Lee Sam-jae
- Lee Sang-yoon vai Kang Woo-jae[8]
- Park Hae-jin vai Lee Sang-woo[9]
- Park Jung-ah vai Kang Mi-kyung
- Choi Yoon-young vai Choi Ho-jung
- Hong Yo-seob vai Choi Min-seok
- Choi Jung-woo vai Kang Ki-beom
- Kim Hye-ok vai Cha Ji-sun
- Lee Jung-shin vai Kang Sung-jae[10][11][12]
- Kim Seolhyun vai Seo Eun-soo
- Song Ok-sook vai Kim Kang-soon
- Jo Eun-sook vai Yoon So-mi
- Shim Hyung-tak vai Choi Kyung-ho[13]
- Jang Hee-jin vai Jung Sun-woo

## Nội dung

### 2009
Lee Seo-young (Lee Bo-young) và Lee Sang-woo (Park Hae-jin) là hai chị em song sinh, họ đã chịu đựng nhiều khó khăn gian khổ cùng với mẹ mình vì cha họ Lee Sam-jae (Chun Ho-jin) khiến cho gia đình trở nên nghèo khó và luôn bị dẫn dắt bởi tham vọng của chính ông. Cố gắng để sống tốt, hai chị em đã phải làm rất nhiều việc làm thêm để Seo-young theo học trường luật và Sang-woo theo học trường y ở Seoul. Khi mẹ của hai chị em qua đời ở Jeju, Seo-young cho rằng cha cô phải chịu trách nhiệm cho cái chết của mẹ cô, và quyết định tách mình ra khỏi cuộc sống của cha cô. Mọi việc trở nên phức tạp thêm một lần nữa khi Lee Sam-jae đến sống với hai chị em cô và gây thêm rắc rối cho Seo-young. Cuộc đời cô thay đổi khi cô được gia đình họ Kang giàu có thuê làm gia sư  sống trong gia đình cho đứa con trai út, Kang Sung-jae (Lee Jung-shin).
Kang Woo-jae (Lee Sang-yoon), con trai cả của gia đình họ Kang, trở về nhà sau khi giải ngũ từ quân đội. Woo-jae không muốn thừa kế việc kinh doanh của gia đình, định ở lại một thời gian ngắn sau đó về Mỹ. Sau khi gặp Seo-young và dành thời gian với cô, anh vô tình yêu cô và bắt đầu theo đuổi cô ấy. Mặc dù hai người có tình cảm với nhau nhưng Seo-young đã từ phủ nhận tình cảm hai người vì sự chênh lệch địa vị xã hội. Khi gia đình họ Kang biết được quan hệ giữa Seo-young và Woo-jae, họ bị phản đối. Tuy nhiên, sau nhiều lần thỏa hiệp, Kang Woo-jae làm một giao kèo với cha cho phép Lee Seo-young để bước vào gia đình họ Kang, và anh sẽ ở lại quản lý sự nghiệp gia đình. Cha Woo-jae - Kang-Ki-beom (Choi Jung woo) luôn tuyệt vọng vì con không tiếp nhận việc kinh doanh của gia đình, nên ông đã chấp nhận điều kiện đó của anh và thuyết phục tất cả mọi người khác để đồng ý hôn nhân này. Sợ rằng gia đình họ Kang từ chối vì người cha đáng xấu hổ, Seo-young nói dối về cái chết của ông. Thật không may, những dối trá gây ra sự rạn nứt giữa cặp song sinh khi Sang-woo cảm thấy không thể chấp nhận được việc chị gái anh nói dối để bước vào gia đình một người đàn ông. Mặc dù khó khăn, cô ấy vẫn quyết định đến làm dâu gia đình họ Kang. Seo-young giữ bí mật hôn nhân với cha Sam-jae và nói với ông rằng cô sẽ đến Mỹ để học. Trong cơn sốc, ông ấy tình cờ có mặt ở đám cưới chính con gái của mình là như một khách giả bên nhà cô dâu. Nhận ra rằng cô muốn hôn nhân của cô ấy là một bí mật, ông đã giấu mặt để tránh bị nhận ra.
Trong khi đó, Choi Ho-jeong (Choi Yoon-young), một cô gái giàu sự thơ ngây, từng được Lee Sang-woo cứu. Mặc dù họ gặp nhau là ngẫu nhiên, Ho-jeong đã đem lòng yêu mến Sang-woo. Tuy nhiên, anh không đáp lại tình cảm đó và muốn làm rõ rằng anh muốn có không gian riêng tư để cảm thấy được tôn trọng. Mặc dù đã được nói rất rõ ràng nhưng Ho-jeong không thể khiến bản thân quên anh và luôn tìm lý do để gặp Sang-woo. Cô ấy bị mẹ kiểm soát và gửi cô ấy đi du học ở nước ngoài. Ho-jeong đã cố để gặp Sang-woo có một lần nữa trước khi đi, mặc dù anh ấy không thích.

### 2012-13: Ba năm sau.
Ba năm trôi qua. Seo-young bây giờ đã là một thẩm phán và luật sư, cô đã có được chỗ đứng trong nhà này. Để cám ơn sự giúp đỡ của Seo-young, Sung-jae đã thành công vào đại học. Tuy nhiên, Cha Ji-sun (Kim Hye-ok), phu nhân họ Kang vẫn tiếp tục để ý Seo-young (bởi với Ji-sun, Seo-young là một đứa con dâu quá hoàn hảo, làm Ji-sun cảm thấy bản thân mình thua kém). Sang-woo đã là một bác sĩ và hẹn hò với Kang Mi-kyung (Park Jung-ah) mà không biết cô là đứa con gái duy nhất của nhà họ Kang. Vì Kang-Ki-beom kết hôn không tình yêu, ông ta đã có một bí mật ba năm quan hệ với một người phụ nữ trẻ, nhưng ông đã kết thúc và không muốn cho vợ ông ấy biết. Choi Ho-jeong đã trở về từ nước ngoài về sau khóa học của cô ấy và tiếp tục theo đuổi tình đơn phương với Sang-woo, cô không biết anh đã có bạn gái. Với Lee Sam-jae, dù cho ông biết con gái của mình đã nói dối về việc đi tới nước Mỹ, ông vẫn yên lặng chấp nhận tình hình và bí mật theo dõi cô ấy. Seo-young cũng bí mật theo dõi gia đình cô như vậy. Mặc dù có hạnh phúc yên bình trong chốc lát, quá khứ bắt đầu được hé lộ chống lại những bí mật của mọi người.
Mọi thứ bắt đầu xung đột khi những người không biết những bí mật bắt đầu phát hiện những bất thường. Trong một lần Sam-jae là bí mật đến thăm Seo-young, Sam-jae đã cứu Woo-jae khỏi bị cán bởi một chiếc xe. Woo-jae cảm thấy có gì lạ thường liên kết với Sam-jae, hai người quen nhau mà Woo-jae không nhận ra mình được gặp cha của vợ mình, Sam-jae tiếp tục giữ bí mật. Còn Mi-kyung, cô ấy đã bị luôn trăn trở về việc đã giấu với mọi người về gia đình giàu có của mình, cô đã nói rằng cô là một đứa trẻ mồ côi không ai nuôi dưỡng với Sang-woo. Tuy nhiên, mọi chuyện trở nên phức tạp như cách thức nói dối bộc lộ bản thân. Trong lòng biết ơn, Woo-jae giúp Sam-jae làm công việc bảo vệ ở công ty, nhưng Sam-jae có biểu hiện bất thường bất cứ khi nào gặp Seo-young. Sau khi Sam-jae kết thúc công việc để tránh khám phá ra điều mới trong quan hệ giữa họ, Woo-jae phát hiện ra Sam-jae có hình của Seo-young ở tủ nhà kho. Sau đó Woo-jae đi tìm Sam-jae và đã sốc khi biết người cứu mình là bố vợ mình.
Một cú sốc khác là khi Sang-woo biết sự thật về Mi-kyung. Sang-woo và Mi-kyung yêu và muốn cưới nhau, nhưng khi Sang-woo khám phá ra Mi-kyung không phải là một đứa trẻ mồ côi mà là con gái họ Kang, anh nhận ra điều đó sẽ khiến chị gái anh bị phát hiện. Mặc dù anh rất giận và phản đối lựa chọn của Seo-young, anh vẫn yêu quý Seo-young và quyết định từ bỏ Mi-kyung. Khi Sang-woo đối mặt Mi-kyung về sự thật, cô rất tiếc thú nhận rằng cô ấy nói dối chỉ vì cô muốn có một tình yêu đích thực và chắc rằng không ai theo đuổi cô ấy để được vận may. Trong khi Sang-woo tức giận, anh cũng lợi dụng cơ hội này để chia tay với Mi-kyung, sự  khác biệt tầng lớp xã hội là quá lớn và trái tim đã thay đổi sau khi biết sự thật của cô. Mi-kyung đã rất khó khăn để chấp nhận lý do của Sang-woo và đã rất chán nản. Woo-jae lúc đầu thì không biết ai là Sang-woo, nhưng khi nhận ra Sang-woo là em rể, Woo-jae biết Sang-woo là để bảo vệ bí mật của vợ mình và cố thuyết phục Mi-kyung quên đi mối quan hệ này. Mi-kyung không thể từ bỏ Sang-woo, cả hai thường gặp nhau với sự đau đớn, ân hận và buồn bã.
Trong khi hi vọng Mi-kyung từ bỏ vào tình yêu của họ, Sang-woo vội vã quyết định cầu hôn với Choi Ho-jeong, cô gái da hết lòng hi sinh vì tình yêu của Sang-woo. Dù họ không hẹn hò, Sang-woo vẫn hứa sẽ là một người chồng tốt của cô ấy. Cuộc hôn nhân tạo cú sốc với Mi-kyung, Sam-jae (nghĩ Ho-jeong đã lừa dối để có hôn nhân này), và mọi người đã biết Sang-woo và Mi-kyung từng có mối quan hệ. Vẫn không bỏ cuộc, Mi-kyung tìm đến căn nhà trên tầng thượng của Sang-woo và Sam-jae (nhà cũ của Seo-young)  và thấy bức ảnh của Seo-young trong gia đình họ Lee và ngay lập tức hiểu rõ tình hình. Mi-kyung biết việc Sang-woo muốn bảo vệ chị gái nên đã nói dối cô. Bất chấp sự thật được phát hiện và không còn lý do để tiếp tục cuộc hôn nhân giả với Ho-jeong, Sang-woo vẫn tiếp tục làm đám cưới và giữ lời với Ho-jung. Cùng lúc đó, Woo-jae kiểm tra vợ Seo-young và để cô tham dự đám cưới của em trai khi cô không biết việc đó. Tương tự như sự việc bố của cô, Seo-young bỏ đi để tránh bị phát hiện với Sang-woo và rất đau khổ vì lời nói dối đã ngăn chặn cô tới dự đám cưới của người em trai.
Mặc dù đám cưới là một sự kiện công khai, Ho-jeong rất buồn vì họ đã không hợp pháp ký hôn nhân có giấy tờ. Mặc dù đã ngủ cùng nhau trên một giường, họ chưa hoàn tất cuộc hôn nhân và duy trì như một "hôn nhân thuần khiết". Theo thời gian, Sang-woo hiểu thêm về Ho-jeong và nhiều phẩm chất tốt hơn là nhìn cô ấy chỉ như một gái hết lòng theo đuổi tình yêu. Sau cùng, anh từ từ đã nhận ra được cảm xúc của mình dành cho Ho-jeong nhưng vẫn cảm thấy bất tiện với những điều bình thường mà anh nên làm với vợ mình. Mặc dù có nhiều cố gắng, Ho-jeong đã nói với Sang-woo rằng cô ấy sẽ đợi đến cuối cùng khi anh yêu cô ấy như một người vợ thực sự.
Trong khi đó, những thành viên gia đình họ Kang phải chịu đựng một loạt việc xảy đến. Mi-kyung vẫn tiếp tục cuộc sống bác sĩ nội trú. Woo-jae tiếp tục che giấu cho Seo-young trong thời gian tức giận vì cô ấy nói dối. Tận sâu trong lòng, anh luôn tin rằng Seo-young có lý do để nói dối gia đình mình, và anh ta cũng không muốn mất cô ấy nếu sự thật được phơi bày. Một lần, Mi-kyung bị quá say và tình cờ gợi ý về sự thật cho bạn thân của cô ấy - Kelly Jung Sun-woo (Jang Hee-jin), một người bạn từ lâu đã luôn muốn có được Woo-jae, muốn phơi bày sự thật. Trước đó, Woo-jae muốn trở thành một người cha, tìm ra bí mật Seo-young đã sử dụng thuốc tránh thai mà không cho anh biết, anh nghĩ cô không muốn trở thành một người mẹ. Quá đủ cho những lời nói dối, anh đã yêu cầu ly dị.
Trong khi đó, Sung-jae khám phá ra rằng anh ta không phải chỉ là con nuôi nhưng cũng là đứa con hoang con trai của Kang-Ki-beom và thư ký của ông ta, Yoon So-mi (Jo Eun-sook), là người ông ta có tình một đêm. Không thể ủng hộ ông ta và cho Sung-jae một cuộc sống hạnh phúc, thư ký Yoon quyết định để cho Sung-jae tới nhà họ Kang vì anh ta là người của gia đình Kang. Mặc dù ngoại tình với những người khác không bao giờ lộ mặt nhưng sơ ý này khiến Ki-beom và vợ ông chia tay. Sung-jae bối rối vì anh ta là người không chắc phải phản ứng thế nào với người mẹ nuôi dưỡng anh và người mẹ sinh ra anh. Với sự giúp đỡ của Seo-young, anh có thể cảm thấy hạnh phúc với chính mình và hai người mẹ của mình.
Mặc dù Woo-jae và Seo-young chúng ta đang ở giữa sự chia tay, Seo-young tiếp tục thực hiện nhiệm vụ như một thành viên trong gia đình. Sau đó, Sun-woo nói với Seo-young về lời nói dối của cô ấy. Tuy nhiên, nhìn thấy họ đã trong giai đoạn ly dị nhau, Seo-young muốn Sun-woo giữ bí mật lâu đủ cho cô ấy để hoàn tất việc ly hôn và rời khỏi cái nhà họ Kang trong hòa bình mà không kích động gia đình. Tuy nhiên, mẹ chồng Seo-young - Ji-sun nhận ra sự rạn nứt giữa Woo-jae và Seo-young bởi Sun-woo gây ra khiến Seo-young phải chịu đựng. Sun-woo không thể giữ lời hứa và khiến Ji-sun khai thông nhận thức về Seo-young. Cha mẹ Woo-jae khám phá được sự thật, đó không phải là lý do biện hộ, nhưng Seo-young bảo đảm rằng cô ấy sẽ ly hôn và hiểu rất rõ tình hình.
Khi họ Lee biết Seo-young ly hôn, cả em trai và bố cô đều cảm thấy tội lỗi vì tin rằng sự việc này là bằng cách nào đó xảy ra là do họ. Trong nỗ lực để cải thiện tình hình, Sam-jae đã mời Woo-jae uống vài ly và nghe những câu chuyện liên quan đến quá khứ của Seo-young. Sam-jae tiết lộ quá khứ đen tối của ông và cách hắn tính toán ích kỷ là nguyên nhân gây ra quá nhiều đau đớn và khổ sở cho Seo-young. Sau khi biết về sự thật, Woo-jae đã bỏ qua tội lỗi và không còn giận vợ anh. Tuy nhiên, anh nhận ra có rất ít điều anh có thể làm vào lúc này để ngăn Seo-young việc ly dị của họ.
Một thời gian sau đó, Seo-young chuyển ra khỏi nhà họ Kang và thuê một căn hộ riêng. Cô ấy ngừng làm việc cho văn phòng luật của Jung Sun-woo, nơi cô đã bỏ đi như một thẩm phán và đến làm việc như một luật sư. thay vào đó, cô quyết định mở riêng văn phòng luật tập trung vào vụ án của cá nhân. Mặc dù bắt đầu làm việc ở một mình, Woo-jae luôn luôn vẫn còn ở rất gần, anh ấy vẫn còn yêu Seo-young, nhưng cô ấy không tiếp nhận sự cố gắng của anh và muốn "chỉ là bạn bè." Cuối cùng, sức nặng của sự thật khiến nhà họ Kang bây giờ hiểu lý do của cô và thậm chí là chào đón cô trở lại vì họ cảm thấy cô ấy đã làm rất nhiều chuyện lớn cho gia đình, dù không còn quan hệ gì với họ. Tuy nhiên, Woo-jae không muốn cha mẹ can thiệp trong mối quan hệ vì họ thực tế là đã ly dị. Ho-jeong ngày càng lo lắng về bản thân sau khi nhận ra Sang-woo chia tay Mi-kyung vì bí mật của chị gái anh ấy, nhưng điều đó đã bị phát hiện, cô sợ Sang-woo sẽ bỏ rơi cô ấy. Nhưng Sang-woo bây giờ thực sự rất yêu Ho-jeong, chắc chắn anh sẽ không rời bỏ cô, và cuối cùng ôm chặt lấy cô vợ của anh.
Sau tất cả những chuyện đã xảy ra, Seo-young cần sâu phản chiếu trên cả bản thân mình cũng như hành động của mọi người xung quanh cô ta, đặc biệt là cha của cổ. Cô ấy rời gia đình một thời gian bởi vì cô sợ Sam-jae sẽ mang mới rắc rối cho cô ấy. Tuy nhiên, giờ đây cô nhận ra Sam-jae đã là một người khác, ông có chịu khó làm việc như một người cha trong suốt ba năm mà không đầu tư hay cờ bạc. Sau khi nhận ra tất cả mọi nỗ lực của ông vì cô ấy và trong mắt của cô ấy còn muốn có gia đình để quay lại, gia đình họ Lee chấp nhận trong quá khứ họ quá khó khăn và sẽ yên ổn sống với nhau một lần nữa.
Sự việc cuối cùng là việc Sam-jae đang ở gần cái chết. Sam-jae trước đây đã cứu Woo-jae khỏi bị cán bởi một chiếc xe, nhưng Sam-jae từ chối phải kiểm tra tình hình của để tránh bị phát hiện. Vì xe ảnh hưởng đến bụng của ông làm nội tạng và các vết thương mới bắt đầu nghiêm trọng làm đau ông, cuối cùng ông phải đến bệnh viện. Ông bị tổn thương nghiêm trọng, và có thể không qua khỏi. Woo-jae mặc cảm tội lỗi, cảm thấy có trách nhiệm, nhưng Sam-jae nói đây là lỗi của ai hết. Seo-young thú nhận với Woo-jae rằng cô ấy yêu và cần anh; hai người lại đoàn tụ. Ít lâu sau, Sam-jae khỏi vết thương, Seo-young cầu hôn Woo-jae và tái hôn. Để tạo ra một khoảnh khắc đặc biệt, hai chị em song sinh sẽ cùng tổ chức lễ cưới với kỉ niệm với Sam-jae như món quà cùng với các con ông.

### Đoạn cuối: Hai năm sau
Hai năm đã trôi qua, tất cả mọi người đã sống yên bình. Seo-young là một lần nữa là Bà Kang và bây giờ đã có một bé gái với Woo-jae. Sang-woo và Ho-jeong giờ là một cặp tình nhân thực sự. Ho-jeong mở cửa hàng nghệ thuật và bán những con búp bê len và họ đã có thai sinh đôi. Sung-jae luôn muốn trở thành một diễn viên, nhưng anh thành công với tài năng làm quản lý của cha Ho-jeong. Sau chuyện giữa Ji-sun và Ki-beom, hai người mới biết ơn lẫn nhau không bao giờ ly dị và ở cùng nhau. Mi-kyung đã đến một nơi đặc biệt trong chương trình trao đổi nghiên cứu sinh và bây giờ học để trở thành bác sĩ chuyên khoa. Sam-jae đã thay đổi vì các con ông, cảm giác thời gian để cho đi và để ông ta tập trung vào đời sống của mình. Bây giờ ông làm việc ở một cửa hàng làm đồ gỗ, đặc biệt làm cái ghế đung đưa cho Seo-young và cái nôi cho cặp song sinh sắp trào đời của Sang-woo và Ho-jung. Họ muốn cuối cùng cho thấy Seo-young bây giờ sống một cuộc sống tươi đẹp, không còn bị trói buộc bởi quá khứ..

## Sản xuất
Quay phim đã bị hủy bỏ tạm thời vào ngày 18 tháng 11, năm 2012 khi 30 các diễn viên là thành viên của Liên Bang Diễn viên truyên hình Hàn Quốc (KBAU) tham gia đình công để phản đối thanh toán chậm trễ tiền lương.

## Kỉ lục
Theo AGB Nielsen Media Research and TNmS (Truyền thông toàn quốc thống kê), bộ phim đạt 20% ratings chỉ trong hai tập đầu tiên và liên tục lập kỉ lục trong xếp hạng tỉ suất người xem trong suốt 22 tuần. Bộ phim đạt ratings cao nhất là 47,6% ở tập cuối, là bộ phim đạt kỉ lục rating phim Hàn cao nhất năm 2013.

## Giải thưởng và đề cử
2012 Korean Culture and Entertainment Awards
- Popularity Award, Actor in a Drama  - Lee Sang-yoon

2012 KBS Drama Awards
- Best Couple Award - Lee Sang-yoon and Lee Bo-young
- Nomination - Top Excellence Award, Actor - Chun Ho-jin
- Nomination - Top Excellence Award, Actress - Lee Bo-young
- Nomination - Excellence Award, Actor in a Serial Drama - Lee Sang-yoon
- Nomination - Excellence Award, Actress in a Serial Drama - Lee Bo-young
- Nomination - Best Supporting Actor - Park Hae-jin
- Nomination - Best Supporting Actress - Park Jung-ah
- Nomination - Best New Actor - Lee Jung-shin
- Nomination - Best New Actress - Choi Yoon-young
- Nomination - Best Young Actress - Lee Hye-in

2013 Baeksang Arts Awards (TV category)
- Nomination - Best Actor - Lee Sang-yoon
- Nomination - Best Actress - Lee Bo-young
- Nomination - Best New Actor - Lee Jung-shin
- Nomination - Best New Actress - Choi Yoon-young

2013 Mnet 20's Choice Awards
- Nomination - 20's Drama Star, Female - Lee Bo-young

2013 Seoul International Drama Awards
- Nomination - Outstanding Korean Drama
- Nomination - Outstanding Korean Drama OST - "Like Back Then" by Melody Day
- Nomination - Outstanding Korean Drama OST - "Quietly" by Go Yoo-jin

2013 Korea Drama Awards
- Grand Prize/Daesang - Lee Bo-young
- Best Drama
- Nomination - Excellence Award, Actor - Lee Sang-yoon
- Nomination - Best New Actor - Lee Jung-shin
- Nomination - Best Writer - So Hyun-kyung

2013 APAN Star Awards
- Top Excellence Award, Actress - Lee Bo-young
- Best Writer - So Hyun-kyung
- Nomination - Excellence Award, Actor - Lee Sang-yoon
- Nomination - Acting Award, Actor - Chun Ho-jin

## Quốc tế phát sóng
| Country     | Channel             | Debut date                | Finale date               | Broadcast date & time    |
| ----------- | ------------------- | ------------------------- | ------------------------- | ------------------------ |
| Philippines | GMA Network         | ngày 1 tháng 7 năm 2013   | ngày 25 tháng 10 năm 2013 | Monday-Friday, 5:00 p.m. |
| Singapore   | StarHub TV VV Drama | ngày 23 tháng 4 năm 2014  | ngày 1 tháng 7 năm 2014   | Monday-Friday, 5:45 p.m. |
| Singapore   | Mediacorp Channel U | ngày 23 tháng 2 năm 2015  | ngày 8 tháng 5 năm 2015   | Monday-Friday, 7 p.m.    |
| Thailand    | True Asian HD       | ngày 16 tháng 11 năm 2013 | Saturday & Sunday, 9 p.m. |                          |
| Indonesia   | Rajawali Televisi   | November 2014             | Monday-Friday, 12:00 a.m. |                          |

## Liên kết ngoài
- Seoyoung, My Daughter official KBS website (Korean)
- Seoyoung, My Daughter Lưu trữ ngày 4 tháng 3 năm 2016 tại Wayback Machine at KBS Global
- Seoyoung, My Daughter at KBS World
- Seoyoung, My Daughter tại HanCinema

 at HanCinema
- Seoyoung, My Daughter trên Internet Movie Database  at the Internet Movie Database